# Xylolana radicicola
Xylolana radicicola är en kräftdjursart som beskrevs av Brian Frederick Kensley 1987A. Xylolana radicicola ingår i släktet Xylolana och familjen Cirolanidae. Inga underarter finns listade i Catalogue of Life.